# Metzstraße 37 (München)

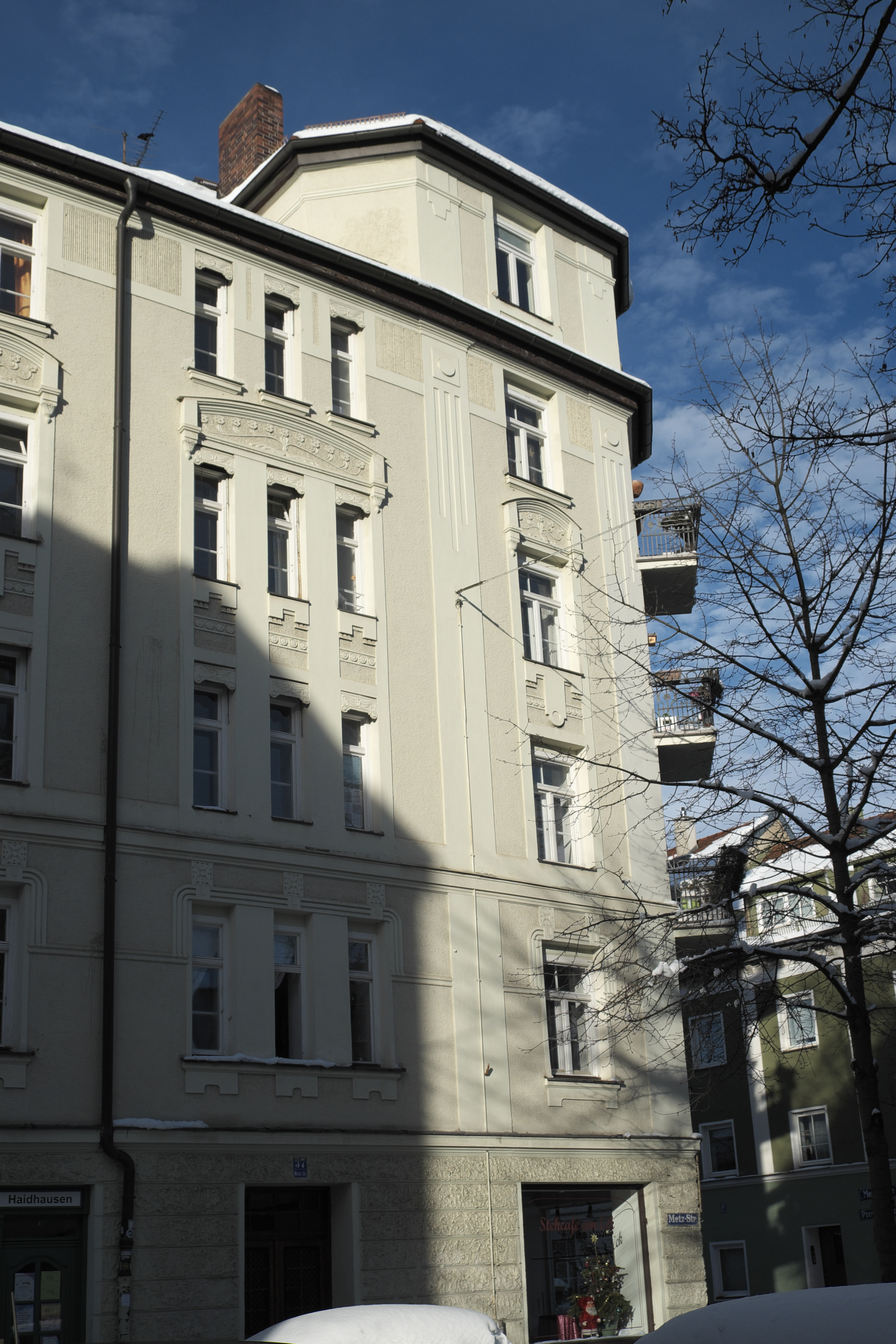
Haus Metzstraße 37 in München-Haidhausen

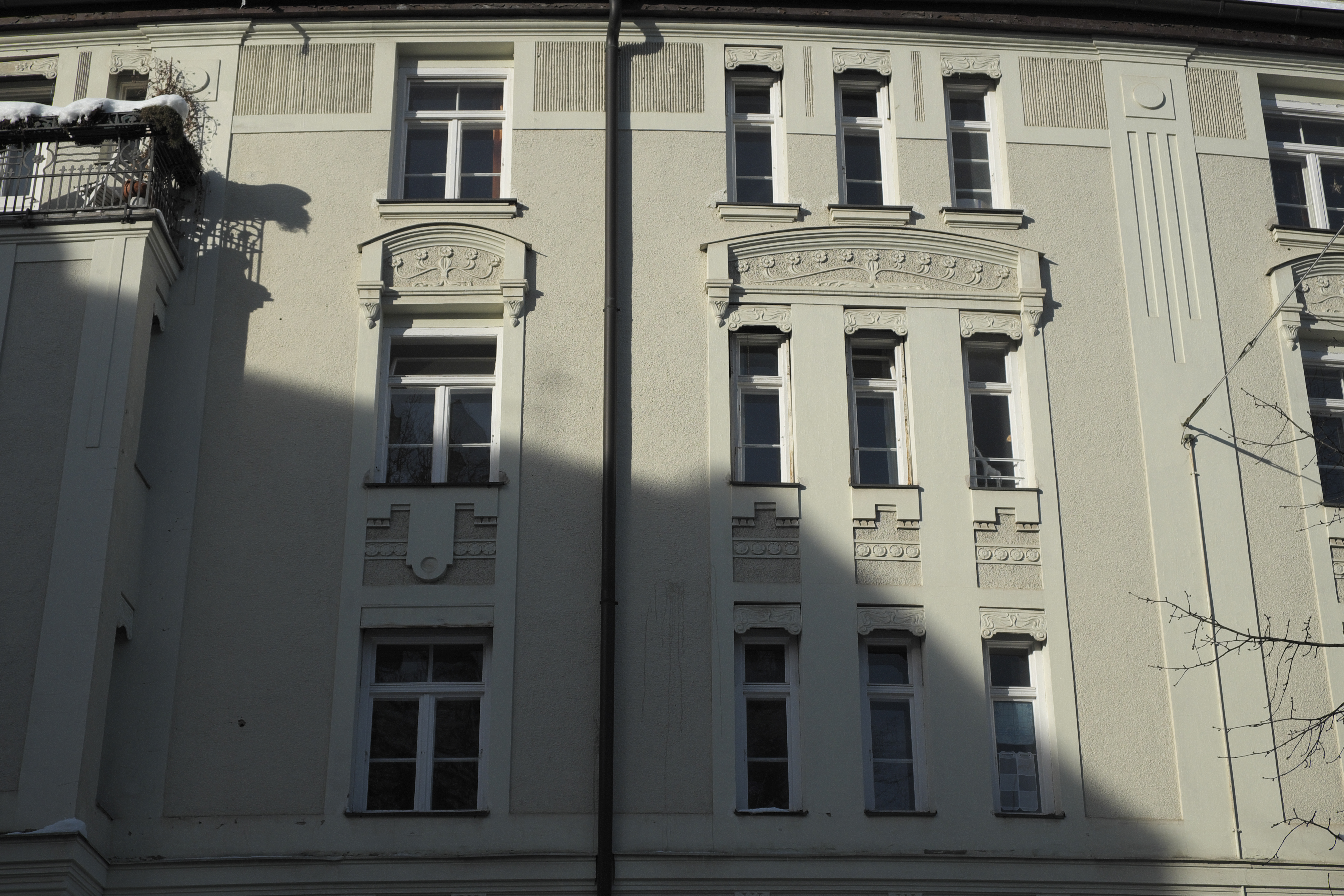
Fassadenschmuck

Das Haus Metzstraße 37 ist ein denkmalgeschütztes Mietshaus im Münchner Stadtteil Haidhausen, das Anfang des 20. Jahrhunderts errichtet wurde.
Der in barockisierendem Jugendstil errichtete Bau in der Metzstraße ist reich gegliedert. Er besitzt einen stuckierten Eckbau mit zwei Erkern.